# Фриц IX фон дер Шуленбург
Фриц IX фон дер Шуленбург (на немски: Fritz IX Graf von der Schulenburg; * пр. 1555/пр. 1558; † 1605) е граф от „Бялата линия“ на благородническия род фон дер Шуленбург.
Той е четвъртият син на граф Ханс VIII фон дер Шуленбург († 1558/1568) и съпругата му Анна фон Финеке († сл. 1568). Внук е на рицар Бусо II фон дер Шуленбург († сл. 1502/сл. 1508) и правнук на Бусо I фон дер Шуленбург († 1475/1477), рицар от „Бялата линия“, и втората му съпруга Армгард Елизабет фон Алвенслебен. Праправнук е на рицар Фриц I фон дер Шуленбург († сл. 1415).
Брат е на Кристоф фон дер Шуленбург († 1553), Бусо VI фон дер Шуленбург († 1601/1605), Каспар III фон дер Шуленбург († 1581/1583), Ханс IX фон дер Шуленбург († 1588), Ингебург фон дер Шуленбург († 1599), омъжена за Якоб фон Бредов, и Катарина фон дер Шуленбург († 1577), омъжена за Раймар фон Алвенслебен. Роднина е на Кристоф фон дер Шуленбург (1513 – 1580), последният католически епископ на Ратцебург (1550 – 1554).

## Фамилия
Фриц IX фон дер Шуленбург se жени за Анна Отилия фон Бисмарк († сл. 1581). Те имат четири деца:
- Ханс Хайнрих фон дер Шуленбург († сл. 1624), женен за Мария фон Ягов; няма деца
- Илзаба фон дер Шуленбург, омъжена за Кристоф фон Бюлов († 1609), син на Хайнрих фон Бюлов († сл. 1538) и Армгард фон Бартенслебен († 1560)
- Каспар Фридрих фон дер Шуленбург († сл. 1624), женен за Катарина фон Вустров; има два неженени сина
- Анна фон дер Шуленбург, омъжена за Ернст фон Мелцинг